# 하와이주도 제63호선

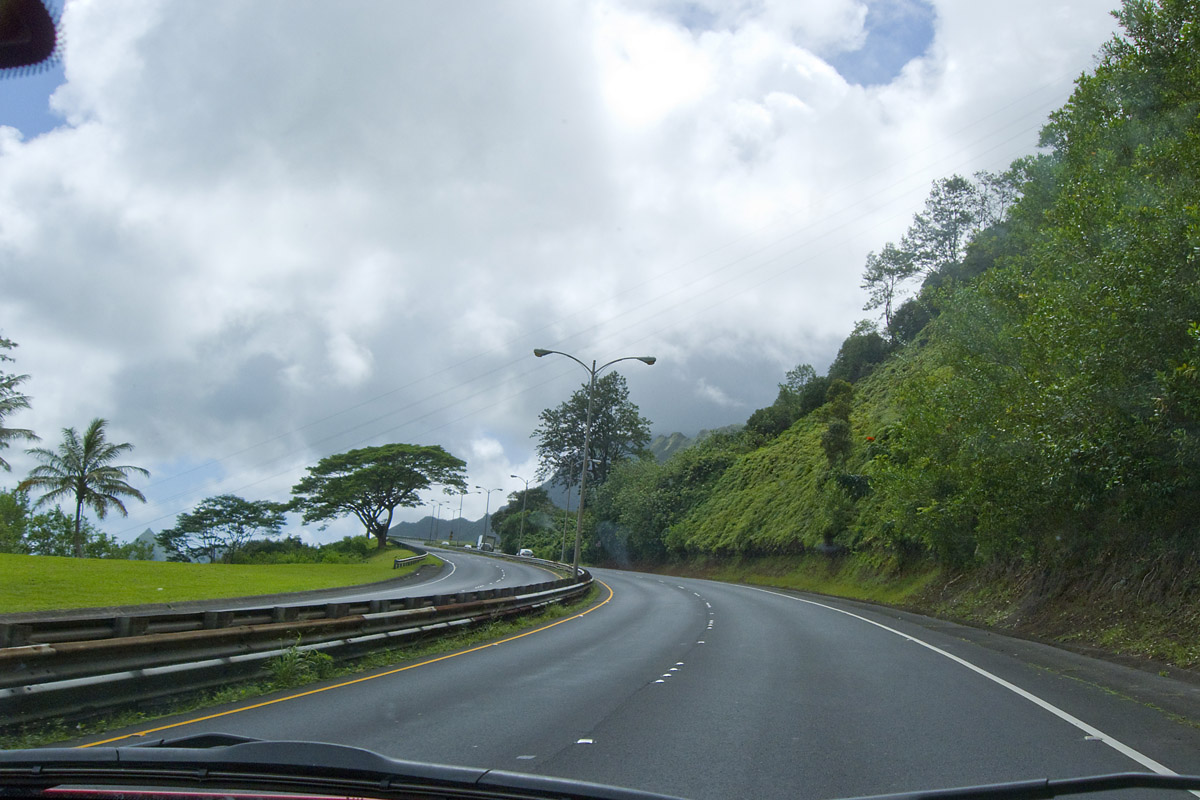
2009년 8월, 라이크라이크 간선도로의 전경

하와이주도 제63호선(Hawaii Route 63)은 하와이주 호놀룰루군(오아후섬)에 놓인 주도로, 코알라우산맥을 통과하고 있다. 주요 접촉 도로로는 주간고속도로 하와이 제1호선과 주간고속도로 하와이 제3호선, 하와이주도 제92호선 등이 있다. 중간에는 존 H. 윌슨 터널을 통과하고 있다.